# Alexander Verweyen
Alexander Verweyen (* 1963) ist ein deutscher Sachbuchautor und Unternehmer.

## Biographie
Alexander Verweyen absolvierte ein Hochschulstudium der Betriebswirtschaft. Danach durchlief er eine Berufsausbildung im Vertrieb und wurde Vertriebsleiter in der Investitionsgüterbranche. 1989 folgte eine Ausbildung zum "Consultant" und "Sales Trainer". Anschließend arbeitete er vier Jahre als Berater in einer Düsseldorfer Unternehmensberatung. 1991 machte er sich als Berater selbständig.
Verweyen schrieb mehrere Fachbücher zum Themenbereich "Steigerung der Verkaufsleistung", unter anderem das Buch "Mut zahlt sich aus", (12 Mutproben fürs Business) erschienen 2013 bei GABAL. Heute ist Verweyen Geschäftsführer der AVBC GmbH in München und hält Vorträge für Führungskräfte und Mitarbeiter mit Kundenkontakt.